# حدأة مزدوج الأسنان
حدأة مزدوج الأسنان (الاسم العلمي: Harpagus bidentatus) هو نوع من فصيلة بازية.